# Парсонс, Уильям Стерлинг
Контр-адмирал Уильям Стерлинг «Дик» Парсонс (англ. William Sterling "Deak" Parsons) (26 ноября 1901 — 5 декабря 1953) — американский военно-морской офицер, работавший экспертом по артиллерийскому оружию в Манхэттенском проекте во время Второй мировой войны.
Известен тем, что был оружейником на Enola Gay, самолете, который сбросил атомную бомбу Little Boy на Хиросиму, Япония, в 1945 году. Чтобы избежать возможности ядерного взрыва, если самолет разобьется и сгорит на взлете, он решил собрать бомбу в полете.  Пока самолет летел над Тихим Океаном, Парсонс забрался в тесный и темный бомболюк и вставил пороховой заряд и детонатор. В результате его действий погибли 140 тысяч человек.
Был награжден Серебряной звездой за участие в миссии.